# 4991 Hansuess
4991 Hansuess је астероид главног астероидног појаса чија средња удаљеност од Сунца износи 2,995 астрономских јединица (АЈ).
Апсолутна магнитуда астероида је 12,7.